# COROT-13
COROT-13 — звезда, которая находится в созвездии Единорога на расстоянии около 3457 световых лет от нас. Вокруг звезды обращается, как минимум, одна планета.

## Характеристики
COROT-13 очень похожа на наше Солнце: она тоже является жёлтым карликом главной последовательности, её масса и диаметр равны 1,09 и 1,01 солнечных соответственно. Возраст звезды оценивается приблизительно в 0,12—3,15 миллиардов лет. Своё наименование COROT-13 получила благодаря космическому телескопу COROT, обнаружившему у неё планету.

## Планетная система
В 2010 году группой астрономов, работающих в рамках программы COROT, было объявлено об открытии планеты-гиганта COROT-13 b в данной системе. Она относится к классу горячих юпитеров, её масса и радиус равны 1,3 и 0,8 юпитерианских соответственно. Из-за близкого расположения к родительской звезде атмосфера планеты нагревается до такой степени, что, возможно, испаряется во внешний космос. Полный оборот вокруг звезды COROT-13 b совершает за 4 суток.